# 镇锁桥
镇锁桥，又名鉴洋桥，位于中华人民共和国浙江省台州市黄岩区院桥镇鉴洋湖下湖。桥长135米，宽2.5米。桥体为弧形，有三个桥洞，两侧的望柱雕有狮子、猴子及覆莲等图案。
该桥于明代初建，清乾隆五十六年重建。
2017年1月19日，镇锁桥被列入第七批浙江省文物保护单位，该文物保护单位是一座古建筑。